# الغزلانية
الغزلانية بلدة ومركز ناحية سوريّة إداريّة تتبع منطقة دوما في محافظة ريف دمشق. تقع قرب مطار دمشق الدولي. بلغ عدد سكان الناحية 34206 نسمة حسب تعداد عام 2004.

## البلدات
تتبع لناحية الغزلانية إداريا البلدات التالية:
1. الغزلانية
2. قرحتا
3. القرمشية
4. دير الحجر
5. الهيجانة
6. تل مسكن
7. البياض